# فرودگاه نیروی هوایی سلطنتی بسینگبورن
فرودگاه نیروی هوایی سلطنتی بسینگبورن (به انگلیسی: RAF Bassingbourn) یک فرودگاه نظامی است که یک باند فرود سنگفرش دارد و طول باند آن ۱۸۲۹ متر است. این فرودگاه در کشور انگلستان قرار دارد .